# Pedinomonas minor
Pedinomonas minor — вид одноклітинних зелених водоростей родини Pedinomonadaceae.

## Поширення
Прісноводний вид. Поширений у стоячих водоймах помірної зони Євразії. Є частиною пікопланктону.